# Rajpur Sonarpur
Rajpur Sonarpur est une ville indienne située dans le Bengale-Occidental.

## Démographie
Sa population était de 423 806 habitants en 2011.